# سولیوانس آیلند (کارولینای جنوبی)

جزیره سولیوانس آیلند (به انگلیسی: Sullivan's Island) یک  جزیره در چارلستون کانتی، ایالت کارولینای جنوبی ، ایالات متحده آمریکا است، در ورودی چارلستون هاربر، با جمعیت 1791 در سرشماری سال 2010. این شهر بخشی از منطقه کلان شهر چارلستون است  در طول انقلاب آمریکا، این جزیره در تاریخ 28 ژوئن 1776، یک جبهه بزرگ در فورت سولیوان بود،